# Арон Вінтер
Арон Вінтер (нід. Aron Winter, нар. 1 березня 1967, Парамарибо) — колишній нідерландський футболіст, який грав на позиції півзахисника. Відомий, зокрема, виступами за «Аякс», «Лаціо», «Інтернаціонале», а також національну збірну Нідерландів. Надалі — футбольний тренер.

## Клубна кар'єра
До переходу в школу «Аякса» в 1985 році Арон Вінтер грав за аматорський клуб «Лелістад». За «Аякс» на дорослому рівні Вінтер дебютував 6 квітня 1986 року у грі проти «Утрехта», яка закінчилася перемогою амстердамців з рахунком 3-0. З «Аяксом» Арон здобув золоті медалі чемпіонату Нідерландів 1989–90, Кубок Нідерландів та Кубок володарів кубків сезону 1986–87, Кубок УЄФА в сезоні 1991–92.
Влітку 1992 року півзахисник перейшов за $7000000 до «Лаціо». Фани римського клубу були не в захваті від трансферу. Вінтер став першим чорношкірим гравцем «орлів». В команді він в основному використовувався як центральний захисник, адже позиція плеймейкера була зайнята Полом Гаскойном. За чотири роки, проведених Ароном в «Лаціо», команда так і не здобула жодного титулу.
В 1996 році Арон Вінтер перейшов до Інтернаціонале, де він мав змогу пограти разом з такими майстрами як Роберто Баджо, Джузеппе Бергомі, Джанлука Пальюка та ін.
Попри дуже непогану гру в команді, з «Інтером» Арон зміг здобути лише Кубок УЄФА сезону 1997–98.
В 1999-му ветеран за $3000000 повернувся до «Аякса». В сезоні 2001–02, після суперечки з тодішнім тренером амстердамців Ко Адріансе, він був відданий в оренду до роттердамської «Спарти». Після повернення з Роттердама Вінтер ще один сезон 2002–03 провів за «Аякс», завершивши кар'єру влітку 2003 року.

## Виступи за збірну
За збірну Нідерландів Арон Вінтер дебютував 25 березня 1987 року в матчі проти збірної Греції, який завершився з рахунком 1-1. Через рік його включили до заявки на чемпіонат Європи в Німеччині, де Нідерланди здобули свій перший міжнародний титул. Арон взяв участь у трьох наступних чемпіонатах Європи (1992, 1996, 2000) та трьох чемпіонатах Світу (1990, 1994, 1998).

## Титули та досягнення

### «Аякс»
- Чемпіонат Нідерландів
  - Чемпіон (1): 1989-90
  - Срібний призер (6): 1986-87, 1987-88, 1988-89, 1990-91, 1991-92, 2002-03

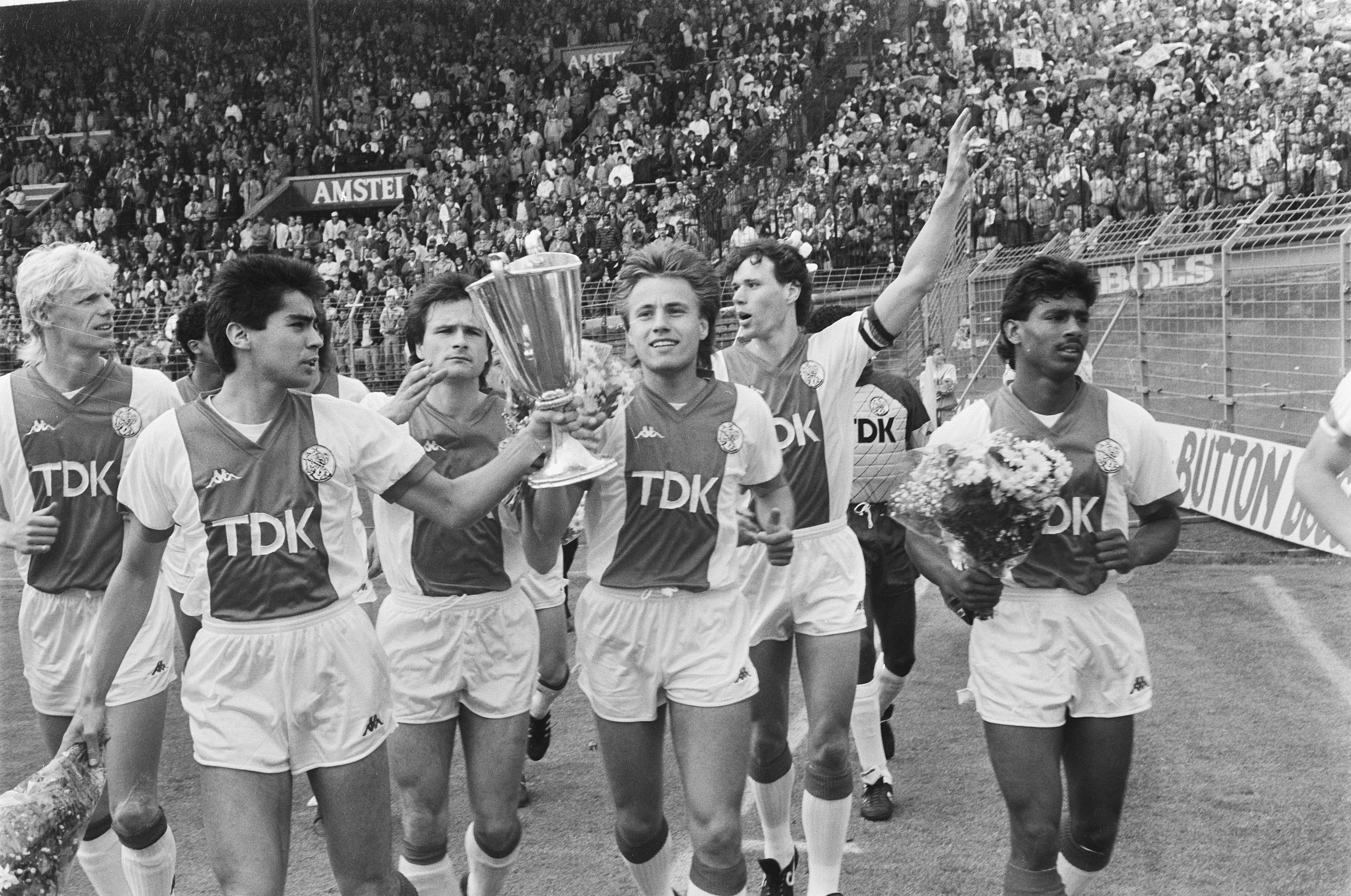
Арон Вінтер (праворуч) після перемоги в Кубку Кубків 1986-87.

  - Бронзовий призер (1): 2000-01
- Кубок Нідерландів
  - Володар (1): 1986-87

- Кубок володарів кубків
  - Володар (1): 1986-87
  - Фіналіст (1): 1987-88
- Кубок УЄФА
  - Володар (1): 1991-92

### «Лаціо»
- Чемпіонат Італії
  - Срібний призер (1): 1994-95
  - Бронзовий призер (1): 1995-96

### «Інтернаціонале»
- Чемпіонат Італії
  - Срібний призер (1): 1997-98
  - Бронзовий призер (1): 1996-97
- Кубок УЄФА
  - Володар (1): 1997-98
  - Фіналіст (1): 1996-97

### Збірна Нідерландів
- Чемпіонат Європи
  - Чемпіон (1): 1988
  - Бронзовий призер (2): 1992, 2000